# تپه قله جوق (قلا جوق)
تپه قله جوق (قلا جوق) مربوط به هزاره اول قبل از میلاد است و در جنوب غربی بوکان واقع شده و این اثر در تاریخ ۱۶ دی ۱۳۴۵ با شمارهٔ ثبت ۶۰۰ به‌عنوان یکی از آثار ملی ایران به ثبت رسیده است.